# Erwin Neher
Erwin Neher   (Landsberg am Lech, 20 de març de 1944) és un metge i biofísic alemany guardonat amb el Premi Nobel de Medicina o Fisiologia l'any 1991.

## Biografia
Va néixer l'any el 20 de març de 1944 a la ciutat de Landsberg am Lech, població situada a l'estat alemany de Baviera. Va estudiar física a la Universitat Tècnica de Múnic de 1963 a 1966. El 1966 se li va concedir una beca Fulbright per estudiar als Estats Units, on es va doctorar en biofísica.
Mentre estava al Laboratori Charles Stevens de la Universitat Yale per a un treball de postdoctorat, va conèixer la seva companya científica Eva-Maria Ruhr, amb qui es va casar el 1978 i, posteriorment, la parella va tenir cinc fills: Richard, Benjamin, Carola, Sigmund i Margret.
Va treballar com a investigador a les universitats de Wisconsin i de Yale. L'any 1983 va ser nomenat director del departament de membranes de l'Institut Max Plank de Göttingen.

## Recerca científica
Durant la dècada del 1970, en col·laboració amb Bert Sakmann van desenvolupar una tècnica, anomenada del patch clamp, de pinçament de la membrana cel·lular que permeten mesurar el flux de ions a través dels canals d'aquesta, una tècnica de vital importància per la investigació biològica cel·lular.
L'any 1991 ambdós científics foren guardonats amb el Premi Nobel de Medicina o Fisiologia per aquesta innovació.